# Saint-Brice-sous-Rânes
Saint-Brice-sous-Rânes là một xã trong tỉnh Orne, vùng Normandie tây bắc nước Pháp. Xã Saint-Brice-sous-Rânes nằm ở khu vực có độ cao trung bình 216 mét trên mực nước biển.